# Бейдер Хаїм Волькович
Хаї́м Во́лькович (Юхим Володимирович) Бе́йдер (* 20 квітня 1920, містечко Купіль, нині Волочиського району Хмельницької області — † 7 грудня 2003, Нью-Йорк, США) — єврейський письменник, журналіст.
Працював журналістом у Кам'янці-Подільському. Співавтор, співупорядник путівників «Кам'янець-Подільський» (Львів, 1965 і 1970).